# Édouard Roger-Vasselin
Édouard Roger-Vasselin (* 28. November 1983 in Gennevilliers) ist ein französischer Tennisspieler.

## Karriere

### Werdegang und Juniorenkarriere
Édouard Roger-Vasselin ist der Sohn des französischen Tennisspielers Christophe Roger-Vasselin, der 1983 das Halbfinale der French Open erreichte und bis auf Rang 29 der Weltrangliste kam. Er brachte seinem Sohn früh das Tennisspielen bei und so konnte Édouard im französischen Raum schon als Junior Erfolge feiern.

### 2001–2003: Erste Erfahrungen als Profi
2001 wechselte Édouard Roger-Vasselin dann ins Profi-Lager und begann, auf Future- und Satellite-Turnieren zu spielen. Schon ein Jahr später gewann er in Dänemark seinen ersten Future-Titel und wurde daraufhin in den Top 500 der Weltrangliste geführt. Ab 2003 trat er auch bei Turnieren der ATP Challenger Tour an und erreichte im September 2003 in Kiew erstmals ein Challenger-Halbfinale. Für die French Open bekam er eine Wildcard für die Qualifikation, schied jedoch in der zweiten Qualifikationsrunde aus. Im Doppel schied er zusammen mit Jo-Wilfried Tsonga in der ersten Runde aus.

### 2004–2006: ATP-Debüt und erster Challenger-Titel
Im Jahr 2004 konnte er insgesamt sechs weitere Challenger-Halbfinals erreichen. Außerdem gab er im Juli in Stuttgart sein ATP-Debüt, als er als Lucky Loser ins Hauptfeld rückte. Dort verlor er gegen seinen Landsmann Richard Gasquet. Im September qualifizierte er sich in Shanghai ebenfalls fürs Hauptfeld und gewann gegen Nathan Healey sein erstes ATP-Match, bevor er in der zweiten Runde gegen den späteren Finalisten Lars Burgsmüller ausschied. Damit stieg er erstmals in die Top 200 der Weltrangliste ein.
Im Juni 2005 gewann Roger-Vasselin in Montauban seinen ersten Challenger-Titel. Zudem gewann er im selben Jahr in Scheveningen und Tampere zwei Challenger-Turniere im Doppel. Nachdem er zwischenzeitlich mit Rang 159 seine bis dahin beste Weltranglistenplatzierung erreicht hatte, verlor er zum Jahresende aufgrund mehrerer Erstrundenniederlagen wieder Weltranglistenpunkte. Im August 2006 war er bis auf Platz 436 zurückgefallen, konnte dann jedoch in Sankt Petersburg und Samarkand zwei Challenger-Finals in Folge erreichen. Zudem gewann er in diesem Jahr noch ein Future-Turnier und konnte im Doppel seinen Challenger-Titel in Tampere verteidigen.

### 2007–2009: Grand-Slam-Debüt und erstmaliger Einstieg in die Top 100
Nachdem er im Februar 2007 in Besançon ein weiteres Challenger-Finale erreicht hatte, konnte sich Édouard Roger-Vasselin im April 2007 in Casablanca erstmals seit knapp zweieinhalb Jahren wieder für ein ATP-Turnier qualifizieren. Nach einem Erstrundensieg über den Top-100-Spieler Martín Vassallo Argüello schied er in der zweiten Runde gegen Paul-Henri Mathieu aus. Für die French Open bekam er eine Wildcard fürs Hauptfeld und erreichte bei seinem Grand-Slam-Debüt gleich die dritte Runde. Dabei besiegte er mit Radek Štěpánek erneut einen Top-100-Spieler. Einen Monat später in Wimbledon qualifizierte sich Roger-Vasselin fürs Hauptfeld und konnte nach einem Sieg über den an Position 24 gesetzten Juan Ignacio Chela erneut die dritte Runde erreichen. Daraufhin wurde er erstmals in den Top 100 geführt und erreichte mit Platz 82 seine bislang beste Weltranglistenplatzierung. Im weiteren Jahresverlauf trat er bei drei weiteren ATP-Turnieren an, schied jedoch jeweils in der ersten Runde aus.
2008 spielte Édouard Roger-Vasselin insgesamt sechs ATP-Turniere, konnte jedoch nur in Chennai und Amersfoort die zweite Runde erreichen. Auf Challenger-Ebene erreichte er in Mons das Finale, zudem gewann er einen Doppeltitel in Surbiton und erreichte bei den Australian Open an der Seite von Gilles Simon die zweite Runde. In der Weltrangliste beendete er das Jahr auf Platz 166.
Das Jahr 2009 begann für Roger-Vasselin zunächst ohne große Höhepunkte. Er gewann zwei Challenger-Titel im Doppel in Cherbourg sowie Segovia, zudem konnte er sich in Wimbledon fürs Hauptfeld qualifizieren, wo er in fünf Sätzen gegen Stefan Koubek verlor. Im Oktober 2009 gelang ihm dann beim ATP-Turnier von Tokio eine Sensation; nach erfolgreicher Qualifikation traf er in der ersten Runde auf den amtierenden US-Open-Champion Juan Martín del Potro, den er in zwei Sätzen besiegte. Nach einem weiteren Sieg über Jürgen Melzer erreichte er erstmals ein ATP-Viertelfinale, in dem er gegen Lleyton Hewitt chancenlos war.

### 2010–2011: Weitere Challenger-Titel
Im März 2010 gewann Roger-Vasselin in Sarajevo durch einen Finalsieg über Karol Beck seinen zweiten Challenger-Titel im Einzel. Zudem gewann er auch die Doppelkonkurrenz, nach Nouméa und Cherbourg war dies bereits der dritte Doppeltitel in diesem Jahr. Für die French Open bekam er wie schon 2007 eine Wildcard und besiegte in der ersten Runde in fünf Sätzen Kevin Anderson, schied dann aber gegen den späteren Halbfinalisten Tomáš Berdych aus. Nachdem er im weiteren Jahresverlauf zwei weitere Challenger-Finals in Orbetello und Saint-Rémy erreicht hatte, wurde Roger-Vasselin im September 2010 erstmals seit über zwei Jahren für eine Woche wieder in den Top 100 der Weltrangliste geführt. Im September und Oktober 2010 konnte er sich für mehrere ATP-Turniere qualifizieren und dabei in Kuala Lumpur die zweite Runde erreichen. Eine Woche zuvor hatte er in Metz an der Seite von Richard Gasquet das Halbfinale erreicht, aufgrund einer Verletzung bei Gasquet konnten sie jedoch nicht antreten.
Das Jahr 2011 begann für Roger-Vasselin beim ATP-Turnier in Chennai, bei dem er sich unter anderem durch einen Sieg über Milos Raonic fürs Hauptfeld qualifizierte, dort jedoch Gasquet unterlag. Nach verpasster Australian-Open-Qualifikation konnte Roger-Vasselin im Februar 2011 in Marseille als Qualifikant gegen Arnaud Clément seinen ersten ATP-Matchgewinn in diesem Jahr verzeichnen, bevor er gegen den an Position 2 gesetzten Tomáš Berdych ausschied. Auch bei den ATP-Turnieren in Barcelona und Estoril im April 2011 erreichte er als Qualifikant jeweils die zweite Runde. Bei den French Open, für die er eine Wildcard bekam, schied er dagegen schon in der ersten Runde in fünf Sätzen gegen Lukáš Rosol aus. Auch in Wimbledon war für Roger-Vasselin nach erfolgreicher Qualifikation in der ersten Runde gegen den an Position 16 gesetzten Gilles Simon Endstation. Im Juli erreichte er in Newport dank einer glücklichen Auslosung sein erstes ATP-Viertelfinale in diesem Jahr, das er in drei Sätzen gegen Tobias Kamke verlor. Eine Woche später besiegte ge in Granby zunächst den topgesetzten Dudi Sela und sicherte sich danach durch einen Finalsieg über Matthias Bachinger seinen ersten Challenger-Titel in diesem Jahr; dadurch war er für die US Open direkt qualifiziert. Zuvor qualifizierte er sich noch bei den Vorbereitungsturnieren in Cincinnati und Winston-Salem und besiegte dabei unter anderem den Top-50-Spieler Pablo Andújar. Bei den US Open schied Roger-Vasselin Anfang September in der ersten Runde in drei knappen Sätzen gegen den späteren Achtelfinalisten Gilles Müller aus. Dafür konnte er in der folgenden Woche in Saint-Rémy einen weiteren Challenger-Doppelerfolg feiern. Zunächst gewann er im Einzelfinale gegen Arnaud Clément, bevor er anschließend zusammen mit Pierre-Hugues Herbert auch den Doppeltitel gewann.

### 2012–2014: Durchbruch im Doppel und Sieg bei den French Open
Zur Saison 2012 gelang Roger-Vasselin im Doppel der Durchbruch auf der World Tour. Mit Nicolas Mahut gewann er zunächst im Februar die Turniere in Montpellier und Marseille, ehe sie im September auch in Metz den Turniersieg schafften. Während sie in Montpellier im Finale in zwei Sätzen gegen Paul Hanley und Jamie Murray gewannen, setzten sie sich in Marseille mit 10:6 im Match-Tie-Break gegen Dustin Brown und Jo-Wilfried Tsonga durch. Im Finale von Metz besiegten sie Johan Brunström und Frederik Nielsen mit 7:6 (7:3) und 6:4. Zwischen den beiden Turniersiegen im Februar und dem Erfolg in Metz im September erreichte er im Juni mit Jamie Cerretani in Wimbledon erstmals ein Viertelfinale auf Grand-Slam-Ebene. Dort schieden sie gegen die späteren Turniersieger Frederik Nielsen und Jonathan Marray in fünf Sätzen aus.
2013 gewann Roger-Vasselin erneut drei Turniere auf der World Tour. Seinen ersten großen Erfolg erzielte er aber zunächst in Wimbledon. Mit seinem Spielpartner Rohan Bopanna gelangen ihm vier Siege, sodass sie das Halbfinale erreichten. Dort unterlagen sie Bob und Mike Bryan in fünf Sätzen. Direkt nach dem Grand-Slam-Turnier siegte Roger-Vasselin mit Nicolas Mahut in Newport, als sie im Endspiel Tim Smyczek und Rhyne Williams mit 10:5 im Match-Tie-Break bezwangen. Eine Woche später unterlag er an der Seite von Igor Sijsling im Finale von Bogotá der indischen Paarung Purav Raja und Divij Sharan in zwei Sätzen, die beide im Tie-Break endeten. Wiederum eine Woche später zog er mit Sijsling in Atlanta in sein drittes Finale bei der dritten Turnierteilnahme in Folge ein. Mit 7:6 (8:6) und 6:3 setzten sie sich dort gegen Colin Fleming und Jonathan Marray durch. Die restliche Saison bestritt er letztlich mit Rohan Bopanna. Sie erreichten unter anderem die Halbfinals beim Cincinnati Masters und in Metz sowie das Achtelfinale bei den US Open. In Tokio gelang ihnen nach einem Finalsieg über Jamie Murray und John Peers ihr einziger gemeinsamer Titelgewinn. Im Einzel stand Roger-Vasselin ebenfalls erstmals in einem ATP-Finale. Anfang März traf er im Endspiel von Delray Beach auf Ernests Gulbis, der die Partie in zwei Sätzen gewann.
Gleich zum Auftakt der Saison 2014 gelang Roger-Vasselin in Chennai seine zweite Finalteilnahme im Einzel. Ein Titelgewinn blieb ihm aber erneut verwehrt, als er Stan Wawrinka mit 5:7 uns 2:6 unterlag. Zum 10. Februar 2014 erreichte er im Einzel mit Rang 35 seine beste Platzierung in der Weltrangliste. Zwei Wochen darauf gewann er seinen siebten Karrieretitel im Doppel. Zum zweiten Mal nach 2012 sicherte er sich mit Julien Benneteau nach einem knappen Finalsieg gegen Paul Hanley und Jonathan Marray den Turniersieg in Marseille. Der größte Erfolg seiner Karriere folgte Anfang Juni bei den French Open. An Position elf gesetzt spielte sich Roger-Vasselin mit Julien Benneteau bis ins Finale vor, in dem sie auf die Spanier Marcel Granollers und Marc López trafen und diese mit 6:3 und 7:6 (7:1) besiegten. Für beide war es der erste Titelgewinn bei einem Grand-Slam-Turnier. In Wimbledon erreichten sie das Viertelfinale. Eine letzte Finalteilnahme in der Saison 2014 erfolgte im Oktober beim Shanghai Masters. Dort erwiesen sich Bob und Mike Bryan in zwei Sätzen als zu stark. Aufgrund der guten Ergebnisse qualifizierten sich Roger-Vasselin und Benneteau für die World Tour Finals am Jahresende. Zwei Siege in der Vorrunde reichten für den Einzug ins Halbfinale, das sie gegen Bob und Mike Bryan mit 0:6 und 3:6 deutlich verloren. Vor Turnierbeginn erreichte Roger-Vasselin mit Rang sechs der Doppelweltrangliste seinen Karrierebestwert.

### Ab 2015: weitere Erfolge im Doppel
Das erste bessere Resultat in der Saison 2015 gelang Roger-Vasselin mit Benneteau bei den Australian Open, bei denen sie das Viertelfinale erreichten. In diesem unterlagen sie Nicolas Mahut und Pierre-Hugues Herbert. Erst zur zweiten Saisonhälfte zog Roger-Vasselin in sein erstes ATP-Finale der laufenden Saison ein. Ende Juli traf er mit Radek Štěpánek im Finale von Bogotá auf Mate Pavić und Michael Venus, die sie mit 7:5 und 6:3 besiegten. Zwei Wochen darauf spielte er mit Daniel Nestor in Toronto sein zweites Masters-Finale. Gegen Bob und Mike Bryan hatten sie mit 6:10 im Match-Tie-Break das Nachsehen. Besser verlief für die beiden das danach stattfindende Cincinnati Masters, bei dem sie nicht nur ebenfalls das Finale erreichten, sondern nach einem 6:2- und 6:2-Sieg gegen Marcin Matkowski und Nenad Zimonjić auch den Titel gewannen. Seinen dritten Saisontitel sicherte sich Roger-Vasselin in Metz mit Łukasz Kubot. Wiederum mit Daniel Nestor bestritt er Mitte Oktober schließlich in Peking sein fünftes Saisonfinale, das aber gegen Vasek Pospisil und Jack Sock mit 6:10 im Match-Tie-Break verloren ging.

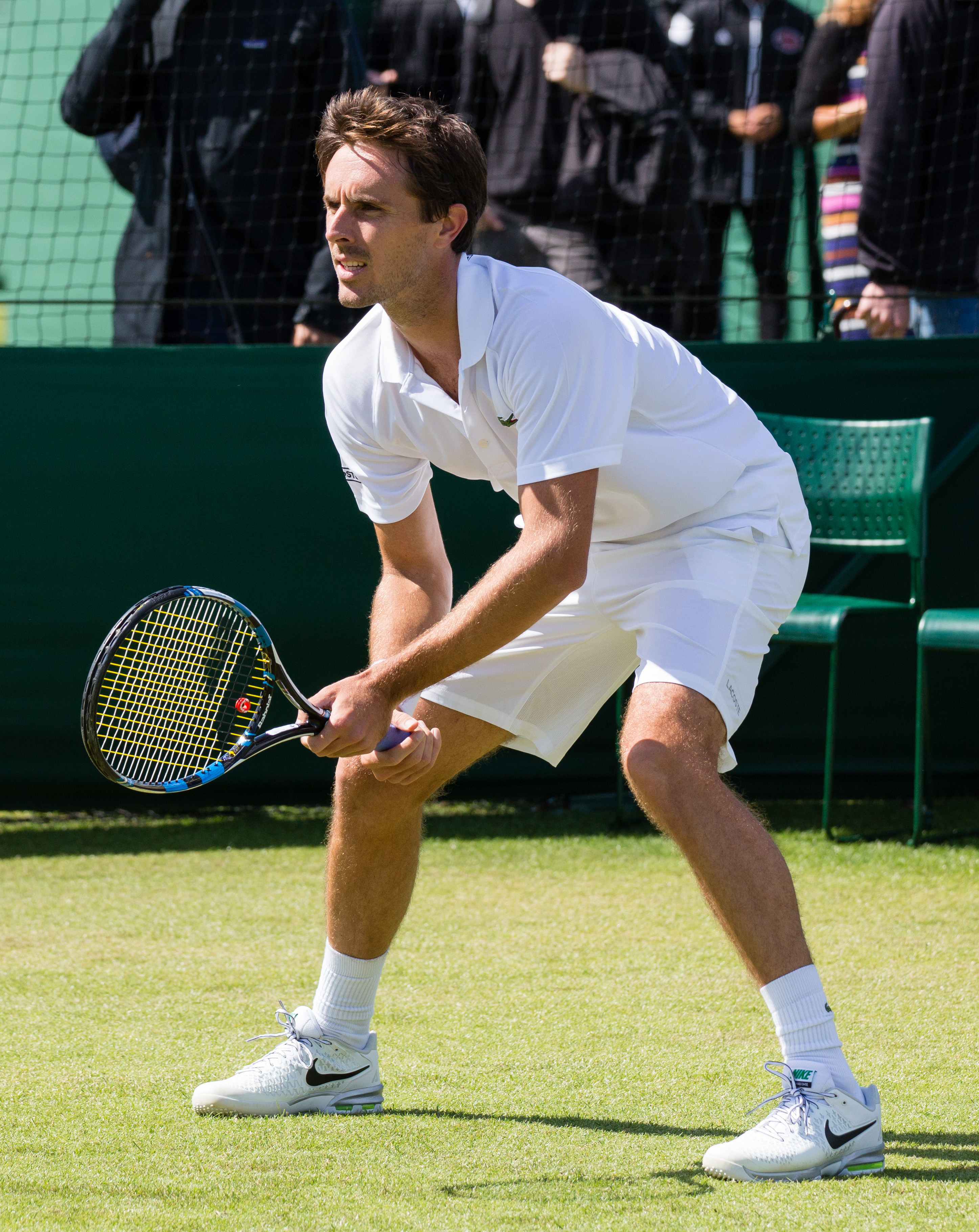
Roger-Vasselin in Wimbledon (2015)

2016 erzielte Roger-Vasselin wie schon im Vorjahr erst zur zweiten Saisonhälfte hin seine Erfolge. Bereits bei den French Open im Mai zeigte die Formkurve mit einer Viertelfinalteilnahme an der Seite Julien Benneteaus nach oben. Noch besser verlief für die beiden das darauffolgende Grand-Slam-Turnier in Wimbledon. Ohne eigene Setzung besiegten sie auf dem Weg ins Finale vier gesetzte Paarungen und trafen im Endspiel auf Pierre-Hugues Herbert und Nicolas Mahut, denen sie glatt in drei Sätzen unterlagen. Mit Daniel Nestor sicherte er sich im weiteren Saisonverlauf zwei Titelgewinne. Kurz nach Wimbledon setzten sie sich im Finale von Washington gegen Łukasz Kubot und Alexander Peya zweimal im Tie-Break durch. In Antwerpen besiegten sie im Oktober im Endspiel Herbert und Mahut mit 6:4 und 6:4. Ende 2016 erklärte Roger-Vasselin, von nun an nur noch im Doppel anzutreten und damit seine Einzelkarriere für beendet.
Die Saison 2017 bestritt Roger-Vasselin mit wechselnden Partnern und sicherte sich einen Titelgewinn. Zunächst gelangen ihm Finalteilnahmen in Madrid und im Queen’s Club. In Madrid unterlag er mit Nicolas Mahut gegen Łukasz Kubot und Marcelo Melo ebenso in zwei Sätzen wie in London mit Julien Benneteau gegen Jamie Murray und Bruno Soares. Nach einer Viertelfinalteilnahme bei den US Open sicherten sich Roger-Vasselin und Benneteau wenige Wochen später nach einem Zweisatz-Finalsieg gegen Wesley Koolhof und Artem Sitak den Titelgewinn in Metz. Roger-Vasselins vierte Finalteilnahme der Saison endete in Basel mit einer Niederlage gegen Ivan Dodig und Marcel Granollers.
Die Saison 2018 bestritt Roger-Vasselin zunächst mit Rohan Bopanna als Doppelpartner. Sie erreichten bei den Australian Open das Achtelfinale, bis zu den French Open waren die Halbfinaleinzüge in Marseille und beim Monte-Carlo Masters Bopannas und Roger-Vasselins beste Resultate. In Marrakesch erreichte er mit Benoît Paire das Finale, verlor dieses aber gegen Nikola Mektić und Alexander Peya im Match-Tie-Break mit 7:10. Bei den French Open schieden Bopanna und Roger-Vasselin im Viertelfinale ebenfalls gegen Mektić und Peya aus. Das nächste Turnier auf der World Tour bestritten sie erst einen Monat später bei den US Open, bei denen sie ebenfalls das Viertelfinale erreichten. Gegen Juan Sebastián Cabal und Robert Farah unterlagen sie dort mit 3:6 und 4:6. In der restlichen Saison kamen Bopanna und Roger-Vasselin bei insgesamt fünf Turnierteilnahmen viermal in die zweite Runde, über die sie dann nicht mehr hinauskamen. Darüber hinaus bestritt er mit größerem Erfolg mehrere Turniere mit Mike Bryan und Nicolas Mahut. Mit Bryan erreichte er die Finals in Washington und Wien, während ihm mit Mahut sogar zwei Titelgewinne gelangen. In Metz besiegten sie im Endspiel Ken und Neal Skupski, sodass Roger-Vasselin zum nunmehr vierten Mal das Turnier gewann. Zudem gewann er zum zweiten Mal das Turnier in Antwerpen, nachdem er und Mahut im Finale Marcelo Demoliner und Santiago González mit 6:4 und 7:5 bezwangen.
2019 sicherte sich Roger-Vasselin im gesamten Saisonverlauf vier Turniersiege bei insgesamt sechs Finalteilnahmen. Im Februar gewann er mit Ivan Dodig durch einen Finalsieg gegen Benjamin Bonzi und Antoine Hoang seinen ersten Saisontitel in Montpellier. Ihren zweiten gemeinsamen Titelgewinn feierten sie zwei Monate später in Lyon. Sie besiegten im entscheidenden Spiel Ken und Neal Skupski mit 6:4 und 6:3. Im Juli erreichte Roger-Vasselin mit Nicolas Mahut sein zweites Finale in Wimbledon und drittes Grand-Slam-Finale insgesamt. In einem engen Finalspiel unterlagen sie Juan Sebastián Cabal und Robert Farah mit 7:6 (7:5), 6:7 (5:7), 6:7 (6:8), 7:6 (7:5) und 3:6. In Metz verpasste Roger-Vasselin mit Mahut seinen fünften Sieg bei dem Turnier ebenfalls knapp, als sie sich erst im Finale Robert Lindstedt und Jan-Lennard Struff mit 4:10 im Match-Tie-Break geschlagen geben mussten. Der siebte gemeinsame ATP-Titelgewinn mit Mahut folgte schließlich Anfang Oktober in Tokio. Gegen Nikola Mektić und Franko Škugor siegten sie im Endspiel mit 7:6 (9:7) und 6:4. Zwei Wochen später gewann Roger-Vasselin mit Henri Kontinen auch das Turnier in Stockholm.
In der Saison 2020, die mehrere Monate aufgrund der COVID-19-Pandemie unterbrochen wurde, ging Roger-Vasselin hauptsächlich mit Jürgen Melzer als Doppelpartner an den Start. Größere Erfolge erzielte sie dabei erst nach der Zwangspause: bei den French Open erreichten sie das Achtelfinale und gewann wenig später das Turnier in St. Petersburg. Dort besiegten sie im Finale Marcelo Demoliner und Matwé Middelkoop in zwei Sätzen. Im Rennen um die Qualifikation für das Saisonabschlussturnier fiel für Roger-Vasselin und Melzer die Entscheidung erst beim letzten regulären Turnier in Sofia. Dabei konkurrierten sie mit Jamie Murray und Neal Skupski um den achten und damit letzten Qualifikationsplatz. Während Murray und Skupski das Turnier zwingend gewinnen mussten, um noch die Qualifikation zu schaffen, waren Roger-Vasselin und Melzer bei einem Finaleinzug sicher qualifiziert. Beide Teams erreichten schließlich das Endspiel, das Roger-Vasselin und Melzer sodann kampflos abgaben, um nach London zum Finalturnier zu reisen, das einen Tag später bereits begann. Sie überstanden bei den Finals nicht nur die Vorrunde, sondern erreichten auch das Finale, in dem sie Wesley Koolhof und Nikola Mektić mit 5:10 im Match-Tie-Break knapp unterlagen.

## Erfolge
| Legende (Anzahl der Siege)      |
| Grand Slam (2)                  |
| ATP World Tour Finals           |
| ATP World Tour Masters 1000 (3) |
| ATP World Tour 500 (5)          |
| ATP World Tour 250 (19)         |
| ATP Challenger Tour (20)        |

| ATP-Titel nach Belag |
| Hartplatz (25)       |
| Sand (3)             |
| Rasen (1)            |

### Einzel

#### Turniersiege
| Nr. | Datum              | Turnier    | Belag         | Finalgegner        | Ergebnis              |
| --- | ------------------ | ---------- | ------------- | ------------------ | --------------------- |
| 1.  | 3. Juli 2005       | Montauban  | Sand          | Roko Karanušić     | 6:4, 6:4              |
| 2.  | 14. März 2010      | Sarajevo   | Hartplatz (i) | Karol Beck         | 6:75, 6:3, 1:0 aufgg. |
| 3.  | 17. Juli 2011      | Granby     | Hartplatz     | Matthias Bachinger | 7:69, 4:6, 6:1        |
| 4.  | 11. September 2011 | Saint-Rémy | Hartplatz     | Arnaud Clément     | 6:4, 6:3              |

#### Finalteilnahmen
| Nr. | Datum          | Turnier      | Belag     | Finalgegner        | Ergebnis  |
| --- | -------------- | ------------ | --------- | ------------------ | --------- |
| 1.  | 3. März 2013   | Delray Beach | Hartplatz | Ernests Gulbis     | 6:73, 3:6 |
| 2.  | 5. Januar 2014 | Chennai      | Hartplatz | Stanislas Wawrinka | 5:7, 2:6  |

### Doppel

#### Turniersiege

##### ATP World Tour
| Nr. | Datum              | Turnier          | Belag         | Partner           | Finalgegner                         | Ergebnis           |
| --- | ------------------ | ---------------- | ------------- | ----------------- | ----------------------------------- | ------------------ |
| 1.  | 5. Februar 2012    | Montpellier (1)  | Hartplatz (i) | Nicolas Mahut     | Paul Hanley Jamie Murray            | 6:4, 7:64          |
| 2.  | 26. Februar 2012   | Marseille (1)    | Hartplatz (i) | Nicolas Mahut     | Dustin Brown Jo-Wilfried Tsonga     | 3:6, 6:3, [10:6]   |
| 3.  | 23. September 2012 | Metz (1)         | Hartplatz (i) | Nicolas Mahut     | Johan Brunström Frederik Nielsen    | 7:63, 6:4          |
| 4.  | 15. Juli 2013      | Newport          | Rasen         | Nicolas Mahut     | Tim Smyczek Rhyne Williams          | 6:74, 6:2, [10:5]  |
| 5.  | 28. Juli 2013      | Atlanta          | Hartplatz     | Igor Sijsling     | Colin Fleming Jonathan Marray       | 7:66, 6:3          |
| 6.  | 6. Oktober 2013    | Tokio (1)        | Hartplatz     | Rohan Bopanna     | Jamie Murray John Peers             | 7:65, 6:4          |
| 7.  | 23. Februar 2014   | Marseille (2)    | Hartplatz (i) | Julien Benneteau  | Paul Hanley Jonathan Marray         | 4:6, 7:66, [13:11] |
| 8.  | 7. Juni 2014       | French Open      | Sand          | Julien Benneteau  | Marcel Granollers Marc López        | 6:3, 7:61          |
| 9.  | 26. Juli 2015      | Bogotá           | Hartplatz     | Radek Štěpánek    | Mate Pavić Michael Venus            | 7:5, 6:3           |
| 10. | 23. August 2015    | Cincinnati       | Hartplatz     | Daniel Nestor     | Marcin Matkowski Nenad Zimonjić     | 6:2, 6:2           |
| 11. | 27. September 2015 | Metz (2)         | Hartplatz (i) | Łukasz Kubot      | Pierre-Hugues Herbert Nicolas Mahut | 2:6, 6:3, [10:7]   |
| 12. | 24. Juli 2016      | Washington, D.C. | Hartplatz     | Daniel Nestor     | Łukasz Kubot Alexander Peya         | 7:63, 7:64         |
| 13. | 23. Oktober 2016   | Antwerpen (1)    | Hartplatz (i) | Daniel Nestor     | Pierre-Hugues Herbert Nicolas Mahut | 6:4, 6:4           |
| 14. | 24. September 2017 | Metz (3)         | Hartplatz (i) | Julien Benneteau  | Wesley Koolhof Artem Sitak          | 7:5, 6:3           |
| 15. | 23. September 2018 | Metz (4)         | Hartplatz (i) | Nicolas Mahut     | Ken Skupski Neal Skupski            | 6:1, 7:5           |
| 16. | 21. Oktober 2018   | Antwerpen (2)    | Hartplatz (i) | Nicolas Mahut     | Marcelo Demoliner Santiago González | 6:4, 7:5           |
| 17. | 10. Februar 2019   | Montpellier (2)  | Hartplatz (i) | Ivan Dodig        | Benjamin Bonzi Antoine Hoang        | 6:4, 6:3           |
| 18. | 25. Mai 2019       | Lyon             | Sand          | Ivan Dodig        | Ken Skupski Neal Skupski            | 6:4, 6:3           |
| 19. | 6. Oktober 2019    | Tokio (2)        | Hartplatz     | Nicolas Mahut     | Nikola Mektić Franko Škugor         | 7:67, 6:4          |
| 20. | 20. Oktober 2019   | Stockholm        | Hartplatz (i) | Henri Kontinen    | Mate Pavić Bruno Soares             | 6:4, 6:2           |
| 21. | 18. Oktober 2020   | St. Petersburg   | Hartplatz (i) | Jürgen Melzer     | Marcelo Demoliner Matwé Middelkoop  | 6:2, 7:64          |
| 22. | 28. Februar 2021   | Montpellier (3)  | Hartplatz (i) | Henri Kontinen    | Jonathan Erlich Andrej Wassileuski  | 6:2, 7:5           |
| 23. | 16. Oktober 2022   | Florenz          | Hartplatz (i) | Nicolas Mahut     | Ivan Dodig Austin Krajicek          | 7:64, 6:3          |
| 24. | 26. Februar 2023   | Marseille (3)    | Hartplatz (i) | Santiago González | Nicolas Mahut Fabrice Martin        | 4:6, 7:64, [10:7]  |
| 25. | 1. April 2023      | Miami            | Hartplatz     | Santiago González | Austin Krajicek Nicolas Mahut       | 7:64, 7:5          |
| 26. | 5. August 2023     | Los Cabos        | Hartplatz     | Santiago González | Andrew Harris Dominik Koepfer       | 6:4, 7:5           |
| 27. | 29. Oktober 2023   | Basel            | Hartplatz (i) | Santiago González | Hugo Nys Jan Zieliński              | 6:78, 7:63, [10:1] |
| 28. | 5. November 2023   | Paris            | Hartplatz (i) | Santiago González | Rohan Bopanna Matthew Ebden         | 6:2, 5:7, [10:7]   |

##### ATP Challenger Tour
| Nr. | Datum              | Turnier              | Belag         | Partner               | Finalgegner                        | Ergebnis           |
| --- | ------------------ | -------------------- | ------------- | --------------------- | ---------------------------------- | ------------------ |
| 1.  | 10. Juli 2005      | Scheveningen         | Sand          | Julien Benneteau      | Steve Darcis Kristof Vliegen       | 5:7, 7:5, 7:65     |
| 2.  | 24. Juli 2005      | Tampere (1)          | Sand          | Marc Gicquel          | Adam Chadaj Filip Urban            | 6:4, 4:6, 6:1      |
| 3.  | 30. Juli 2006      | Tampere (2)          | Sand          | Thierry Ascione       | Lauri Kiiski Tero Vilen            | 5:7, 6:2, [12:10]  |
| 4.  | 8. Juni 2008       | Surbiton             | Rasen         | Arnaud Clément        | Harel Levy Jim Thomas              | 7:64, 6:73, [10:7] |
| 5.  | 8. März 2009       | Cherbourg (1)        | Hartplatz (i) | Arnaud Clément        | Martin Fischer Martin Slanar       | 4:6, 6:2, [10:3]   |
| 6.  | 9. August 2009     | Segovia              | Hartplatz     | Nicolas Mahut         | Serhij Stachowskyj Lovro Zovko     | 6:74, 6:3, [10:8]  |
| 7.  | 9. Januar 2010     | Nouméa               | Hartplatz     | Nicolas Devilder      | Flavio Cipolla Simone Vagnozzi     | 5:7, 6:2, [10:8]   |
| 8.  | 7. März 2010       | Cherbourg (2)        | Hartplatz (i) | Nicolas Mahut         | Harsh Mankad Adil Shamasdin        | 6:2, 6:4           |
| 9.  | 14. März 2010      | Sarajevo             | Hartplatz (i) | Nicolas Mahut         | Ivan Dodig Lukáš Rosol             | 7:66, 6:77, [10:5] |
| 10. | 16. Mai 2010       | Bordeaux             | Sand          | Nicolas Mahut         | Karol Beck Leoš Friedl             | 5:7, 6:3, [10:7]   |
| 11. | 12. September 2010 | Saint-Rémy (1)       | Hartplatz     | Gilles Müller         | Andis Juška Deniss Pavlovs         | 6:0, 2:6, [13:11]  |
| 12. | 17. Juli 2011      | Granby               | Hartplatz     | Karol Beck            | Matthias Bachinger Frank Moser     | 6:1, 6:3           |
| 13. | 11. September 2011 | Saint-Rémy (2)       | Hartplatz     | Pierre-Hugues Herbert | Arnaud Clément Nicolas Renavand    | 6:0, 4:6, [10:7]   |
| 14. | 8. Januar 2016     | Nouméa (2)           | Hartplatz     | Julien Benneteau      | Grégoire Barrère Tristan Lamasine  | 7:64, 3:6, [10:5]  |
| 15. | 13. November 2016  | Mouilleron-le-Captif | Hartplatz (i) | Jonathan Eysseric     | Johan Brunström Andreas Siljeström | 6:71, 7:63, [11:9] |
| 16. | 2. Oktober 2022    | Orléans              | Hartplatz (i) | Nicolas Mahut         | Michaël Geerts Skander Mansouri    | 6:2, 6:4           |

#### Finalteilnahmen
| Nr. | Datum              | Turnier          | Belag         | Partner           | Finalgegner                         | Ergebnis                    |
| --- | ------------------ | ---------------- | ------------- | ----------------- | ----------------------------------- | --------------------------- |
| 1.  | 21. Juli 2013      | Bogotá           | Hartplatz     | Igor Sijsling     | Purav Raja Divij Sharan             | 6:74, 6:73                  |
| 2.  | 12. Oktober 2014   | Shanghai         | Hartplatz     | Julien Benneteau  | Bob Bryan Mike Bryan                | 3:6, 6:73                   |
| 3.  | 16. August 2015    | Toronto          | Hartplatz     | Daniel Nestor     | Bob Bryan Mike Bryan                | 6:75, 6:3, [6:10]           |
| 4.  | 11. Oktober 2015   | Peking           | Hartplatz     | Daniel Nestor     | Vasek Pospisil Jack Sock            | 6:3, 3:6, [6:10]            |
| 5.  | 9. Juli 2016       | Wimbledon        | Rasen         | Julien Benneteau  | Pierre-Hugues Herbert Nicolas Mahut | 4:6, 6:71, 3:6              |
| 6.  | 14. Mai 2017       | Madrid           | Sand          | Nicolas Mahut     | Łukasz Kubot Marcelo Melo           | 5:7, 3:6                    |
| 7.  | 25. Juni 2017      | Queen’s Club     | Rasen         | Julien Benneteau  | Jamie Murray Bruno Soares           | 2:6, 3:6                    |
| 8.  | 29. Oktober 2017   | Basel (1)        | Hartplatz (i) | Fabrice Martin    | Ivan Dodig Marcel Granollers        | 5:7, 6:76                   |
| 9.  | 15. April 2018     | Marrakesch       | Sand          | Benoît Paire      | Nikola Mektić Alexander Peya        | 5:7, 6:3, [7:10]            |
| 10. | 5. August 2018     | Washington, D.C. | Hartplatz     | Mike Bryan        | Jamie Murray Bruno Soares           | 6:3, 3:6, [4:10]            |
| 11. | 28. Oktober 2018   | Wien             | Hartplatz     | Mike Bryan        | Joe Salisbury Neal Skupski          | 6:75, 3:6                   |
| 12. | 13. Juli 2019      | Wimbledon        | Rasen         | Nicolas Mahut     | Juan Sebastián Cabal Robert Farah   | 7:65, 6:75, 6:76, 7:65, 3:6 |
| 13. | 22. September 2019 | Metz             | Hartplatz (i) | Nicolas Mahut     | Robert Lindstedt Jan-Lennard Struff | 6:2, 6:71, [4:10]           |
| 14. | 13. November 2020  | Sofia            | Hartplatz (i) | Jürgen Melzer     | Jamie Murray Neal Skupski           | kampflos                    |
| 15. | 22. November 2020  | London           | Hartplatz (i) | Jürgen Melzer     | Wesley Koolhof Nikola Mektić        | 2:6, 6:3, [5:10]            |
| 16. | 19. März 2022      | Indian Wells     | Hartplatz     | Santiago González | John Isner Jack Sock                | 6:74, 3:6                   |
| 17. | 30. Oktober 2022   | Basel (2)        | Hartplatz (i) | Nicolas Mahut     | Ivan Dodig Austin Krajicek          | 4:6, 6:75                   |
| 18. | 21. Juli 2024      | Hamburg          | Sand          | Fabien Reboul     | Kevin Krawietz Tim Pütz             | 6:78, 2:6                   |
| 19. | 6. April 2025      | Marrakesch       | Sand          | Hugo Nys          | Petr Nouza Patrik Rikl              | 3:6, 4:6                    |
| 20. | 27. Juli 2025      | Washington       | Hartplatz     | Hugo Nys          | Simone Bolelli Andrea Vavassori     | 3:6, 4:6                    |

### Mixed

#### Turniersiege
| Nr. | Datum        | Turnier     | Belag | Partnerin       | Finalgegner                   | Ergebnis |
| --- | ------------ | ----------- | ----- | --------------- | ----------------------------- | -------- |
| 1.  | 6. Juni 2024 | French Open | Sand  | Laura Siegemund | Desirae Krawczyk Neal Skupski | 6:4, 7:5 |

#### Finalteilnahmen
| Nr. | Datum              | Turnier | Belag     | Partnerin        | Finalgegner              | Ergebnis         |
| --- | ------------------ | ------- | --------- | ---------------- | ------------------------ | ---------------- |
| 1.  | 10. September 2022 | US Open | Hartplatz | Kirsten Flipkens | Storm Sanders John Peers | 6:4, 4:6, [7:10] |

## Abschneiden bei Grand-Slam-Turnieren

### Einzel
| Turnier         | 2004 | 2005 | 2006 | 2007 | 2008 | 2009 | 2010 | 2011 | 2012 | 2013 | 2014 | 2015 | 2016 | Karriere |
| --------------- | ---- | ---- | ---- | ---- | ---- | ---- | ---- | ---- | ---- | ---- | ---- | ---- | ---- | -------- |
| Australian Open | —    | —    | —    | —    | 1    | Q1   | Q3   | Q1   | 2    | 2    | 3    | 2    | Q3   | 3        |
| French Open     | —    | —    | —    | 3    | Q1   | Q2   | 2    | 1    | 2    | 2    | 1    | 1    | —    | 3        |
| Wimbledon       | Q1   | —    | —    | 3    | 1    | 1    | Q2   | 1    | 1    | 1    | 2    | Q3   | 2    | 3        |
| US Open         | Q1   | Q2   | —    | 1    | Q2   | Q1   | Q1   | 1    | 1    | 2    | 1    | Q1   | Q1   | 2        |

### Doppel
| Turnier         | 2003 | 2004 | 2005 | 2006 | 2007 | 2008 | 2009 | 2010 | 2011 | 2012 | 2013 | 2014 | 2015 | 2016 | 2017 | 2018 | 2019 | 2020 | 2021 | 2022 | 2023 | 2024 | 2025 | Karriere |
| --------------- | ---- | ---- | ---- | ---- | ---- | ---- | ---- | ---- | ---- | ---- | ---- | ---- | ---- | ---- | ---- | ---- | ---- | ---- | ---- | ---- | ---- | ---- | ---- | -------- |
| Australian Open | —    | —    | —    | —    | —    | 2    | —    | —    | 1    | —    | AF   | AF   | VF   | 1    | 2    | AF   | 2    | 2    | 1    | 1    | 2    | 2    | VF   | VF       |
| French Open     | 1    | 2    | 2    | —    | 1    | 1    | 1    | 2    | 1    | 2    | 2    | S    | AF   | VF   | 2    | VF   | 1    | AF   | 1    | 2    | AF   | 1    | HF   | S        |
| Wimbledon       | —    | —    | —    | —    | —    | —    | —    | —    | —    | VF   | HF   | VF   | 2    | F    | 2    | 2    | F    |      | 2    | VF   | AF   | 2    | VF   | F        |
| US Open         | —    | —    | —    | —    | 1    | —    | —    | —    | —    | 2    | AF   | 1    | AF   | 1    | VF   | VF   | 2    | 1    | —    | 1    | AF   | 1    |      | VF       |

### Mixed
| Turnier         | 2008 | 2009 | 2010 | 2011 | 2012 | 2013 | 2014 | 2015 | 2016 | 2017 | 2018 | 2019 | 2020 | 2021 | 2022 | 2023 | 2024 | 2025 | Karriere |
| --------------- | ---- | ---- | ---- | ---- | ---- | ---- | ---- | ---- | ---- | ---- | ---- | ---- | ---- | ---- | ---- | ---- | ---- | ---- | -------- |
| Australian Open | —    | —    | —    | —    | —    | —    | —    | —    | —    | 1    | VF   | AF   | AF   | —    | —    | 1    | 1    | —    | VF       |
| French Open     | 1    | —    | —    | —    | AF   | 1    | 1    | 1    | HF   | HF   | AF   | AF   |      | 1    | —    | 1    | S    | VF   | S        |
| Wimbledon       | —    | —    | —    | —    | —    | —    | —    | 2    | —    | 2    | AF   | AF   |      | VF   | VF   | 1    | —    | —    | VF       |
| US Open         | —    | —    | —    | —    | —    | AF   | —    | —    | —    | 1    | VF   | AF   |      | —    | F    | —    | —    |      | F        |

Zeichenerklärung: S = Turniersieg; F, HF, VF, AF = Einzug ins Finale / Halbfinale / Viertelfinale / Achtelfinale; 1, 2, 3 = Ausscheiden in der 1. / 2. / 3. Hauptrunde; nicht ausgetragen